# 7465 Munkanber
7465 Munkanber (1989 UA3) là một tiểu hành tinh vành đai chính được phát hiện ngày 31 tháng 10 năm 1989 bởi B. G. W. Manning ở Stakenbridge.